# ベーアフェルデン
ベーアフェルデン (Beerfelden) はドイツ連邦共和国ヘッセン州オーデンヴァルト郡にかつて存在した市。2018年1月1日にヘッセネック、ローテンベルク、ゼンスバッハタールと合併し、オーバーツェント市を形成した。ベーアフェルデン周辺地域は観光業では「ベーアフェルダー・ラント」と名付けられている。

## 地理

### 位置
ベーアフェルデンは、オーデンヴァルトの標高330mから540mに位置する。南のネッカー川へ向かう狭くて森の豊かなガンメルスバッハ渓谷に位置し、フライエンシュタイン城趾がある。
ベーアフェルダー・ラントは観光地であり、地理的にはベーアフェルデン、ローテンベルク、ゼンスバッハタール、ヘッセネックにまたがる、ヘッセン州内のオーデンヴァルトのもちが豊かなベルクシュトラーセ＝オーデンヴァルト地質・自然公園内に位置する。ベーアフェルダー・ラントは海抜200mから555mの間の高地にあたる。南北に延びる丘陵の連なりであるヴァルトカッツェンバッハの近くには、標高626mのカッツェンブッケルがそびえる。
東部には、エアバッハ＝フュルステナウ伯の狩りの城があるクレーベルク（山）があり、その下を建設当時はドイツ最長であった鉄道トンネル（全長3.1km、標高348m）が通っている。

## 歴史
ベーアフェルデンは、10世紀にはすでにロルシュ修道院のレーエンとなっていた。1032年に「Burrifelden」という名でロルシュ文書に初めて登場する。
1328年にベーアフェルデン（この時の表記は「Baurenfelden」）に都市権が授けられた。
1806年に、帝国代表者会議主要決議に基づいてエアバッハ伯領からヘッセン大公領に移された。
1810年4月29日に街のほぼ全域を焼く火事があった。ヘッセン＝ダルムシュタット大公とエアバッハ＝フュルステナウ伯は救済措置に配慮を示した。

## 文化と見所

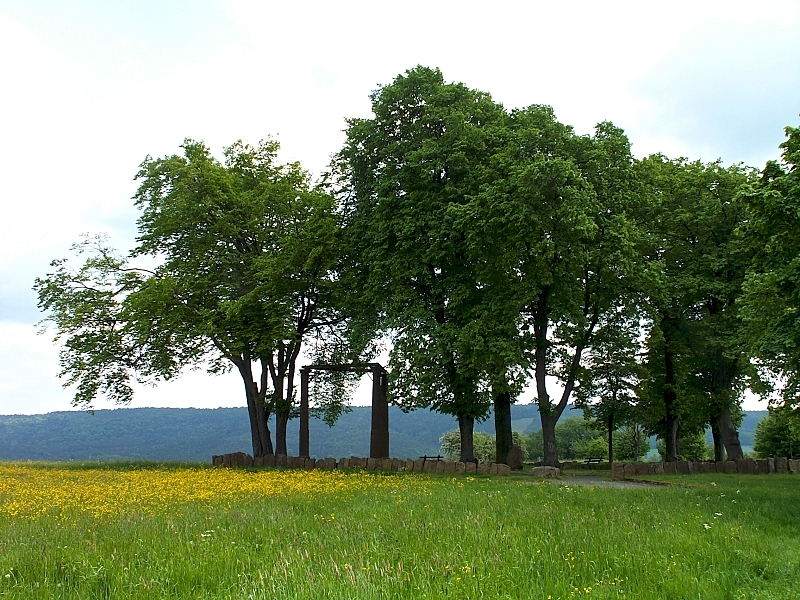
絞首刑場

### 建築
ベーアフェルデンには、ドイツで唯一完全な形で保存されている絞首刑場がある。これは1597年にそれまでの刑場に替わって造られたものである。最後に刑が執行されたのは、1804年、ロマの女性であった。彼女は、病気の子供のためにニワトリとパンを2個盗んだ罪を問われ、処刑された。
ツヴォルフ・レーレン・ブルンネン（12のノズルがある泉、1810年建造）はミュムリング川の水源である。

### 自然景観
- アイルレンバッハのディッケ・アイヘ（直訳するとデブのオーク）: 1mの高さの位置における幹周が8.3mあるヨーロッパナラの木。

### 年中行事

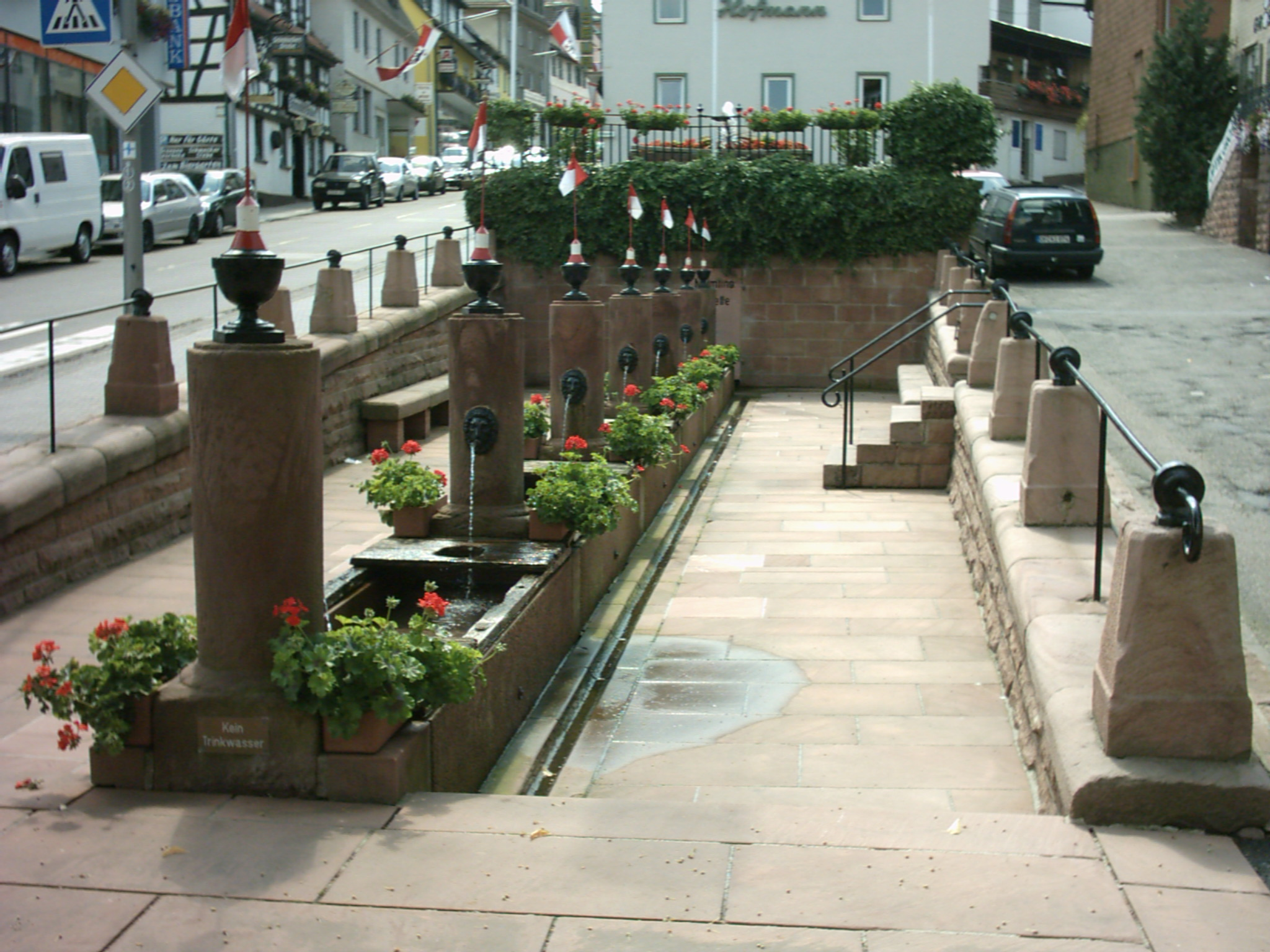
ツヴェルフ・レーレン・ブルンネン

- ベーアフェルデンの馬・仔馬・種畜市は毎年7月の第2週末に開催される。月曜日の家畜市は種畜ショーが行われる。また、この市のクライマックスは、騎馬トーナメントである。
- ベーアフェルデンの教会開基祭は10月の第1週末に開催される。2006年以降は、「マーケット・スポーツ・ゲレンデ」で開催されている。
- 10月3日に、ツヴェルフ・レーレン・ブルンネンの広場でベーアフェルデンの秋市が開催される。
- キリスト昇天祭にはベーアフェルデンのブルンネンフェスト（泉祭）が開催される。この日は時間外に店が開いている日で、様々な会社の展示、伝統芸、大規模なノミの市が行われている。泉祭ではベーアフェルデンの通りを横切ってマーケットが設けられる。メッツカイ地区はマーケットの中心であり、同時に街の中心でもある。

## 経済と社会資本

### 観光
ベーアフェルデン近郊のゼンスバッヒャー・ヘーエには滑走競技と距離競技が可能なウィンタースポーツゲレンデがある。冬の雪の時期になるとウィンタースポーツゲレンデが開業する。滑走競技場には短いスキーリフトがある。標高450mから540mまで全長450mである。

### 交通
ベーアフェルデンは連邦道B45号線沿いにある。この連邦道は、この都市付近で大きくカーブする。ヘッツバッハ区にはオーデンヴァルト鉄道の駅がある。
1904年に開通したヘッツバッハからベーアフェルデンへの鉄道は1954年に廃止された。

## 人物

### 出身者
- クリスティアン・ハインリヒ・ブラウン（1847年 - 1911年）外科医
- ヤン・ホルシュー（1909年 - 2000年）彫刻家
- エミル・フックス（1874年 - 1971年）神学者

### ゆかりの人物
- ホルシュト・シュヌル（1942年 - ）オーデンヴァルト郡の郡長。1969年からベーアフェルデンに居住している。
- ミヒャエル・ロイター（1948年 - ）オーデンヴァルト郡の郡議会議員。2003年からベーアフェルデンに居住している。